# Petr Losman
Petr Losman (* 31. října 1979 Hradec Králové) je bývalý český reprezentant v orientačním běhu. Český stát reprezentoval i na Mistrovství Evropy v běhu do vrchu. V Česku závodí za OK 99 Hradec Králové, současně je členem švédského Södertälje-Nykvarn, za který startuje ve Skandinávii. Od roku 2014 je asistentem trenéra juniorské reprezentace. V roce 2017 se mu narodila dcera Linda.

## Sportovní kariéra

### Umístění na mistrovství světa v běhu do vrchu
- Mistrovství světa 1996 (Rakousko, Telfes) – junioři, jednotlivci – 6. místo
- Mistrovství světa 1996 (Rakousko, Telfes) – junioři, družstva - 4. místo
- Mistrovství světa 1997 (Česko, Malé Svatoňovice) – junioři, jednotlivci – 1. místo
- Mistrovství světa 1997 (Česko, Malé Svatoňovice) – junioři, družstva - 2. místo
- Mistrovství světa 1998 (Francie, Reunion) – junioři, jednotlivci – 3. místo
- Mistrovství světa 1998 (Francie, Reunion) – junioři, družstva - 3. místo

### Umístění na mistrovství světa a Evropy v orientačním běhu
- Mistrovství světa 2003 (Švýcarsko, Rapperswil/Jona) – sprint – 7. místo
- Mistrovství světa 2005 (Japonsko, Aichi) – sprint – 10. místo
- Mistrovství světa 2005 (Japonsko, Aichi) – klasická trať – 35. místo
- Mistrovství světa 2005 (Japonsko, Aichi) – štafety – 9. místo
- Mistrovství světa 2006 (Dánsko, Århus) – sprint – 30. místo
- Mistrovství světa 2006 (Dánsko, Århus) – klasická trať – 15. místo
- Mistrovství světa 2006 (Dánsko, Århus) – štafety – 5. místo

- Mistrovství Evropy 2006 (Estonsko, Otepää) – sprint – 26. místo
- Mistrovství Evropy 2006 (Estonsko, Otepää) – štafety – 4. místo

- Mistrovství světa juniorů 1998 (Francie, Remeš) – klasická trať – 9. místo
- Mistrovství světa juniorů 1999 (Bulharsko, Varna) – štafety – 4. místo

- Mistrovství světa akademiků 2000 (Francie, Roanne) – krátká trať – 2. místo
- Mistrovství světa akademiků 2000 (Francie, Roanne) – štafety – 2. místo
- Mistrovství světa akademiků 2004 (Česko, Plzeň) – klasická trať – 2. místo
- Mistrovství světa akademiků 2004 (Česko, Plzeň) – štafety – 1. místo

- World Games 2005 (Německo) – 3. štafety

### Umístění na mistrovství Evropy v běhu do vrchu
- Mistrovství Evropy 2006 (Česko, Malé Svatoňovice) – jednotlivci – 19. místo

### Umístění na Mistrovství ČR v orientačním běhu
| Umístění na Mistrovství České republiky v orientačním běhu | Umístění na Mistrovství České republiky v orientačním běhu | Umístění na Mistrovství České republiky v orientačním běhu | Umístění na Mistrovství České republiky v orientačním běhu | Umístění na Mistrovství České republiky v orientačním běhu | Umístění na Mistrovství České republiky v orientačním běhu | Umístění na Mistrovství České republiky v orientačním běhu | Umístění na Mistrovství České republiky v orientačním běhu | Umístění na Mistrovství České republiky v orientačním běhu | Umístění na Mistrovství České republiky v orientačním běhu | Umístění na Mistrovství České republiky v orientačním běhu | Umístění na Mistrovství České republiky v orientačním běhu |
| Ročník                                                     | Kategorie                                                  | Klasická                                                   | Krátká                                                     | Sprint                                                     | Dlouhá                                                     | Noční                                                      | Ranking                                                    | Členství v klubu                                           | Štafety                                                    | Kluby                                                      | Sprint. štafety                                            |
| ---------------------------------------------------------- | ---------------------------------------------------------- | ---------------------------------------------------------- | ---------------------------------------------------------- | ---------------------------------------------------------- | ---------------------------------------------------------- | ---------------------------------------------------------- | ---------------------------------------------------------- | ---------------------------------------------------------- | ---------------------------------------------------------- | ---------------------------------------------------------- | ---------------------------------------------------------- |
| MČR 1994                                                   | H16 – mladší dorostenci                                    |                                                            |                                                            |                                                            |                                                            | 8. místo                                                   |                                                            | OK 99 Hradec Králové                                       |                                                            |                                                            |                                                            |
| MČR 1994                                                   | H18 – starší dorostenci                                    |                                                            |                                                            |                                                            |                                                            | OK 99 Hradec Králové                                       |                                                            | 9. místo                                                   |                                                            |                                                            |                                                            |
| MČR 1995                                                   | H16 – mladší dorostenci                                    | 3. místo                                                   | 1. místo                                                   |                                                            | 5. místo                                                   | OK 99 Hradec Králové                                       |                                                            |                                                            |                                                            |                                                            |                                                            |
| MČR 1995                                                   | H18 – starší dorostenci                                    |                                                            |                                                            | 8. místo                                                   |                                                            | OK 99 Hradec Králové                                       | 12. místo                                                  | 3. místo                                                   |                                                            |                                                            |                                                            |
| MČR 1996                                                   | H18 – starší dorostenci                                    | 7. místo                                                   | 5. místo                                                   | 2. místo                                                   | 9. místo                                                   | OK 99 Hradec Králové                                       | 3. místo                                                   | 1. místo                                                   |                                                            |                                                            |                                                            |
| MČR 1997                                                   | H18 – starší dorostenci                                    | 1. místo                                                   | 1. místo                                                   | 1. místo                                                   |                                                            | OK 99 Hradec Králové                                       | 1. místo                                                   | 1. místo                                                   |                                                            |                                                            |                                                            |
| MČR 1998                                                   | H20 – junioři                                              | 3. místo                                                   |                                                            | 4. místo                                                   | 8. místo                                                   | OK 99 Hradec Králové                                       |                                                            |                                                            |                                                            |                                                            |                                                            |
| MČR 1998                                                   | H21 – muži                                                 |                                                            |                                                            |                                                            |                                                            | OK 99 Hradec Králové                                       | 1. místo                                                   | 4. místo                                                   |                                                            |                                                            |                                                            |
| MČR 1999                                                   | H20 – junioři                                              | 6. místo                                                   | 3. místo                                                   |                                                            | 6. místo                                                   | 3. místo                                                   | OK 99 Hradec Králové                                       |                                                            |                                                            |                                                            |                                                            |
| MČR 1999                                                   | H21 – muži                                                 |                                                            |                                                            | 8. místo                                                   |                                                            |                                                            | 31. místo                                                  | OK 99 Hradec Králové                                       | 2. místo                                                   |                                                            |                                                            |
| MČR 2000                                                   | H21 – muži                                                 | 3. místo                                                   | 5. místo                                                   | 3. místo                                                   |                                                            |                                                            | 4. místo                                                   | OK 99 Hradec Králové                                       | 5. místo                                                   |                                                            |                                                            |
| MČR 2001                                                   | H21 – muži                                                 |                                                            | 21. místo                                                  | 4. místo                                                   |                                                            |                                                            | 6. místo                                                   | OK 99 Hradec Králové                                       | 3. místo                                                   | 1. místo                                                   |                                                            |
| MČR 2002                                                   | H21 – muži                                                 | 10. místo                                                  | 6. místo                                                   | 6. místo                                                   |                                                            |                                                            | 2. místo                                                   | OK 99 Hradec Králové                                       | 2. místo                                                   | 1. místo                                                   |                                                            |
| MČR 2003                                                   | H21 – muži                                                 | 2. místo                                                   | 19. místo                                                  | 10. místo                                                  | 1. místo                                                   |                                                            | 2. místo                                                   | OK 99 Hradec Králové                                       | 1. místo                                                   | 3. místo                                                   |                                                            |
| MČR 2004                                                   | H21 – muži                                                 | 6. místo                                                   |                                                            | 20. místo                                                  | 3. místo                                                   |                                                            | 5. místo                                                   | OK 99 Hradec Králové                                       | 1. místo                                                   | 2. místo                                                   |                                                            |
| MČR 2005                                                   | H21 – muži                                                 | 6. místo                                                   |                                                            | disk                                                       |                                                            |                                                            | 8. místo                                                   | OK 99 Hradec Králové                                       | 5. místo                                                   | 4. místo                                                   |                                                            |
| MČR 2006                                                   | H21 – muži                                                 | 14. místo                                                  |                                                            |                                                            |                                                            |                                                            | 269. místo                                                 | OK 99 Hradec Králové                                       |                                                            |                                                            |                                                            |
| MČR 2007                                                   | H21 – muži                                                 | 3. místo                                                   |                                                            | 6. místo                                                   |                                                            |                                                            | 170. místo                                                 | OK 99 Hradec Králové                                       | 15. místo                                                  | 8. místo                                                   |                                                            |
| MČR 2008                                                   | H21 – muži                                                 | 3. místo                                                   | 17. místo                                                  | 10. místo                                                  | 1. místo                                                   |                                                            | 5. místo                                                   | OK 99 Hradec Králové                                       | 5. místo                                                   | 1. místo                                                   |                                                            |
| MČR 2009                                                   | H21 – muži                                                 | 2. místo                                                   | 6. místo                                                   | 5. místo                                                   | 2. místo                                                   | 5. místo                                                   | 2. místo                                                   | OK 99 Hradec Králové                                       | 6. místo                                                   | 4. místo                                                   |                                                            |
| MČR 2010                                                   | H21 – muži                                                 | 6. místo                                                   | 22. místo                                                  | 8. místo                                                   | 1. místo                                                   |                                                            | 6. místo                                                   | OK 99 Hradec Králové                                       | 2. místo                                                   | 2. místo                                                   |                                                            |
| MČR 2011                                                   | H21 – muži                                                 | 12. místo                                                  | 95. místo                                                  | 17. místo                                                  |                                                            |                                                            | 8. místo                                                   | OK 99 Hradec Králové                                       | 1. místo                                                   | 5. místo                                                   |                                                            |
| MČR 2012                                                   | H21 – muži                                                 | 15. místo                                                  | 34. místo                                                  | 7. místo                                                   |                                                            | 13. místo                                                  | OK 99 Hradec Králové                                       |                                                            | 4. místo                                                   |                                                            |                                                            |
| MČR 2013                                                   | H21 – muži                                                 | 64. místo                                                  | 6. místo                                                   | 10. místo                                                  |                                                            | 7. místo                                                   | OK 99 Hradec Králové                                       | 5. místo                                                   | 5. místo                                                   |                                                            |                                                            |
| MČR 2014                                                   | H21 – muži                                                 | 32. místo                                                  | 64. místo                                                  | 3. místo                                                   |                                                            | 13. místo                                                  | OK 99 Hradec Králové                                       | 14. místo                                                  | 2. místo                                                   | 3. místo                                                   |                                                            |
| MČR 2015                                                   | H21 – muži                                                 |                                                            |                                                            |                                                            | 12. místo                                                  | 555. místo                                                 | OK 99 Hradec Králové                                       |                                                            | 38. místo                                                  |                                                            |                                                            |
| MČR 2016                                                   | H21 – muži                                                 | 15. místo                                                  | 36. místo                                                  |                                                            | 21. místo                                                  | 45. místo                                                  | OK 99 Hradec Králové                                       | 2. místo                                                   | 2. místo                                                   | 22. místo                                                  |                                                            |
| MČR 2017                                                   | H21 – muži                                                 |                                                            |                                                            |                                                            | 13. místo                                                  | 83. místo                                                  | OK 99 Hradec Králové                                       | 11. místo                                                  | 10. místo                                                  | 14. místo                                                  |                                                            |
| MČR 2018                                                   | H21 – muži                                                 | 37. místo                                                  | 56. místo                                                  |                                                            | 45. místo                                                  | 66. místo                                                  | OK 99 Hradec Králové                                       |                                                            |                                                            |                                                            |                                                            |
| MČR 2019                                                   | H21 – muži                                                 | 58. místo                                                  | 44. místo                                                  | 44. místo                                                  | 25. místo                                                  | 66. místo                                                  | OK 99 Hradec Králové                                       |                                                            |                                                            |                                                            |                                                            |
| MČR 2020                                                   | H21 – muži                                                 | 35. místo                                                  |                                                            |                                                            |                                                            | 63. místo                                                  | OK 99 Hradec Králové                                       |                                                            |                                                            |                                                            |                                                            |